# Szarvas
Szarvas je mesto na Madžarskem, ki upravno spada v podregijo Szarvasi Županije Békés.